# USS Beatty (DD-756)
El USS Beatty (DD-756) fue un destructor de la Armada de los Estados Unidos, de la clase Allen M. Sumner y fue el segundo USS Beatty en la historia de la Armada estadounidense.
El destructor USS Beatty fue botado el 30 de noviembre de 1944 por la Bethlehem Steel Co., en Staten Island, Nueva York; amadrinado por la Srt. Charles H. Drayton, hija, y la Sra. Mary Drayton, nieta del almirante Beatty; y asignado el 31 de marzo de 1945, con el Comandante M. T. Munger a su mando.
Beatty se reportó al comandante del Comando Operacional de Entrenamiento de la Flota Atlántica el 22 de junio de 1945 para servir como buque escuela. Operaba en la bahía de Chesapeake e hizo un viaje por el mar Caribe entre junio y noviembre. El 10 de noviembre de 1945 zarpo de Norfolk (Virginia) hacia el Océano Pacífico, arribando a San Diego el 25 de ese mes. Permaneció en la costa oeste hasta el final de marzo de 1946 cuando se reincorporó a la flota del Atlántico.
Entre febrero y agosto de 1947, Beatty navegó en aguas del norte de Europa. Llevó a cabo su primer recorrido en el mar Mediterráneo entre septiembre de 1948 y enero de 1949. Mientras se encontraba en el Mediterráneo, cumplió misiones de patrulla desde su base en Haifa, Israel, durante la disputa Árabe-Israelí. De vuelta a los Estados Unidos, operó en la costa este en los puertos de Melville y Newport, Rhode Island, a lo largo de la costa y en el Caribe y el Golfo de México hasta marzo de 1951 cuando volvió al Mediterráneo. Este viaje duro hasta junio.
Beatty zarpo de Newport, el 2 de octubre de 1951 con destino a Yokosuka, Japón, vía el Canal de Panamá. Al arribar el 31 de octubre de 1951 se unió al TF 77 en labores de patrulla y bloqueo en la costa este de Corea. En noviembre participó en labores de bombardeo de Wonsan, Chongjin, Songjin, y Tanchon. El 15 de febrero volvió a bombardear blancos en Wonsan. El 27 de febrero de 1952 zarpo de Yokosuka. Navegando vía Hong Kong, Singapur, y Colombo, Sri Lanka, tránsito el Canal de Suez para un corto recorrido en el Mediterráneo. Partió de Cannes, Francia, el 12 de abril y llegó a Newport el 21 de abril de 1952.
Beatty permaneció activa en la Flota del Atlántico. Hizo varios viajes al Mediterráneo como parte de la Sexta Flota, y condujo operaciones locales, de entrenamiento, y entrenando tripulaciones a través de la costa este y en el Caribe.
Beatty recibió dos condecoraciones de guerra por su servicio en Corea.
El destructor USS Beatty fue vendido a Venezuela el 14 de julio de 1972 y renombrado ARV Carabobo (D-21),
fue desguazado en 1981.